# 해피해피
〈해피해피〉(일본어: ハピハピ)는 벡키♪♯의 노래로 싱글 〈마음을 담아/해피해피〉의 수록곡으로 발매됐다. TV 아사히계열의 《크레용 신짱》(짱구는 못말려)의 오프닝 테마로 사용된다. 
한국어 더빙판에서는 조회경, 김용만이 개사하여선 김영은이 커버를 했으며 《짱구는 못말려》의 X파일 1~3기 및 (15기~)의 엔딩 테마로 사용됐다. 한국어 버전은 음원화 되지가 않았다. 